# Andrew Gordon (Marinehistoriker)
Gilbert Andrew Hugh Gordon (* 23. Juli 1951) ist ein britischer Marinehistoriker.

## Leben und Wirken
Gordon studierte an der University of Wales in Aberystwyth mit dem Bachelor-Abschluss (BSc Econ) in Internationaler Politik 1977 und wurde 1983 am King’s College London  in Militärgeschichte promoviert. Thema der Dissertation war die Beschaffungspolitik der britischen Admiralität in den 1930er Jahren (Thema seines 1988 veröffentlichten Buchs). Er ist Reader für Marinegeschichte am Joint Services Command and Staff College (JSCSC) in Shrivenham. Er ist Lieutenant Commander in der Royal Naval Reserve.
Er lehrte auch an der US Naval Academy (2007 bis 2009, USNA Class of 1967 Chair in Naval History) und bei der Royal Australian Navy.
Er befasst sich insbesondere mit der britischen Kriegsmarine im 19. und 20. Jahrhundert, der Geschichte ihrer Marinestrategie bis in die Gegenwart und ihrer Beziehung zu zivilen Stellen, im Speziellen bei der Beschaffungspolitik. Er ist insbesondere für sein Buch über die Skagerrakschlacht bekannt.
1997 erhielt er die erste Duke of Westminster’s Medal for Military Literature für sein Buch über die britische Seekriegsführung in der Skagerrakschlacht, für das er auch 1997 den History Today Longman Book of the Year Prize erhielt.
Gordon ist Fellow der Royal Historical Society. Er ist Councellor der Navy Records Society und Honorary Fellow des Centre for Maritime Historical Studies der Universität Exeter sowie Berater für die Revision der Marinedoktrin und Gefechtsbefehle (Maritime Doctrine and Fighting Instructions, BR 1806) der Royal Navy. Er hält regelmäßig Vorlesungen über Marinekriegsführung im Maritime Warfare Centre auf der HMS Dryad.

## Schriften
- British Sea power and Procurement between the Wars: a Reappraisal of Rearmament, Basingstoke: Macmillan Press, 1988.
- The Rules of the Game: Jutland and the British Naval Command, London, Murray 1996.